# Gran Premi de Gran Bretanya del 1960
Resultats del Gran Premi de la Gran Bretanya de Fórmula 1 de la temporada 1960, disputat al circuit de Silverstone el 16 de juliol del 1960.

## Resultats
| Pos | No | Pilot               | Equip                | Voltes | Temps/ Retirada      | Pos. de sortida | Punts |
| --- | -- | ------------------- | -------------------- | ------ | -------------------- | --------------- | ----- |
| 1   | 1  | Jack Brabham        | Cooper - Climax      | 77     | 2h 04' 24. 3         | 1               | 8     |
| 2   | 9  | John Surtees        | Lotus - Climax       | 77     | + 49.6 s             | 11              | 6     |
| 3   | 7  | Innes Ireland       | Lotus - Climax       | 77     | + 1' 29.6 min.       | 5               | 4     |
| 4   | 2  | Bruce McLaren       | Cooper - Climax      | 76     | + 1 Volta            | 3               | 3     |
| 5   | 12 | Tony Brooks         | Cooper - Climax      | 76     | + 1 Volta            | 9               | 2     |
| 6   | 11 | Wolfgang von Trips  | Ferrari              | 75     | + 2 Voltes           | 7               | 1     |
| 7   | 10 | Phil Hill           | Ferrari              | 75     | + 2 Voltes           | 10              |       |
| 8   | 15 | Henry Taylor        | Cooper - Climax      | 74     | + 3 Voltes           | 16              |       |
| 9   | 14 | Olivier Gendebien   | Cooper - Climax      | 74     | + 3 Voltes           | 12              |       |
| 10  | 5  | Dan Gurney          | BRM                  | 74     | + 3 Voltes           | 6               |       |
| 11  | 19 | Maurice Trintignant | Aston Martin         | 72     | + 5 Voltes           | 21              |       |
| 12  | 26 | David Piper         | Lotus - Climax       | 72     | + 5 Voltes           | 24              |       |
| 13  | 25 | Brian Naylor        | JBW - Maserati       | 72     | + 5 Voltes           | 18              |       |
| 14  | 16 | Masten Gregory      | Cooper - Maserati    | 71     | + 6 Voltes           | 14              |       |
| 15  | 21 | Gino Munaron        | Cooper - Castellotti | 70     | + 7 Voltes           | 25              |       |
| 16  | 8  | Jim Clark           | Lotus - Climax       | 70     | + 7 Voltes           | 8               |       |
| Ret | 4  | Graham Hill         | BRM                  | 71     | Virolla              | 2               |       |
| Ret | 24 | Lucien Bianchi      | Cooper - Climax      | 62     | Part elèctrica       | 17              |       |
| Ret | 6  | Jo Bonnier          | BRM                  | 59     | Suspensions          | 4               |       |
| Ret | 3  | Chuck Daigh         | Cooper - Climax      | 58     | Sobreescalfament     | 19              |       |
| Ret | 17 | Ian Burgess         | Cooper - Maserati    | 58     | Motor                | 20              |       |
| Ret | 18 | Roy Salvadori       | Aston Martin         | 46     | Direcció             | 13              |       |
| Ret | 23 | Jack Fairman        | Cooper - Climax      | 46     | Bomba de combustible | 15              |       |
| Ret | 22 | Keith Greene        | Cooper - Maserati    | 12     | Sobreescalfament     | 22              |       |

## Altres
- Pole: Jack Brabham 1' 34. 6
- Volta ràpida: Graham Hill 1' 34. 4 (a la volta 56)